# 황유미
황유미(1983년 3월 18일~)는 대한민국의 배드민턴 선수로, 2002년과 2006년 아시안게임 배드민턴에 대한민국 국가대표 선수로 참가했다.